# Kobowen-Sumpf
Der Kobowen-Sumpf ist ein Sumpfgebiet im Südosten des Südsudan.
Er liegt im Norden des Bundesstaates Eastern Equatoria, nahe der äthiopischen Grenze, rund 300 km nordöstlich von Juba, der Hauptstadt des Südsudan. Der Sumpf erstreckt sich der Länge nach in einem Tal, hat eine Fläche von 75 km², grenzt im Norden direkt an den Kenamuke-Sumpf und ist durch Auwald-Vegetation dominiert.
Sein Wasser stammt aus mehreren Flüssen, die in den Didinga-Hügeln und im äthiopischen Hochland entspringen. Über den Kenamuke-Sumpf und dessen Ausfluss Kangen entwässert er in den Sobat, einen Nebenfluss des Weißen Nils.